# HD 184010
HD 184010，又名BD+26 3573，SAO 87314、HR 7421，是一颗恒星，视星等为5.87，位于銀經60.99，銀緯3.81，其B1900.0坐标为赤經19h 27m 15.8s，赤緯+26° 3.81′ 18″。